# Gens Tullia
Die gens Tullia (auch Tullii, deutsch Tullier) war ein patrizischen römisches Geschlecht (gens), das den Gentilnamen Tullius (weibliche Form Tullia) trug.
Es leitet sich von einem früh ausgestorbenen Praenomen Tullus ab (vergleiche den Namen des Königs Tullus Hostilius). Der italienische Vorname Tullio ist seinerseits von Tullius abgeleitet.
Der erste bekannte Namensträger ist der römische König Servius Tullius, nicht sehr viel später, nach dem Sturz des Königtums, erscheint ein Manius Tullius Longus als einer der ersten Konsuln (500 v. Chr.) in den Fasten. In den darauffolgenden Jahrhunderten erscheinen die Tullii nur selten in den uns erhaltenen Quellen. In der späten Republik wurde die Familie der Cicerones mit ihrem berühmten Mitglied Marcus Tullius Cicero nobilitiert, und zu dieser Zeit begegnen sowohl mit Cicero verwandte als auch nicht verwandte Tullii wieder in den Quellen. Die Tullii Cicerones stammen also nicht direkt von den frühen Tullii ab.

## Bekannte Namensträger
- Tullius Iustus, römischer Statthalter
- Servius Tullius, früher König (578 v. Chr.–534 v. Chr.)
- Manius Tullius Longus, Konsul 500 v. Chr.
- Marcus Tullius, römischer Politiker
- Marcus Tullius Decula, Konsul 81 v. Chr.
- Marcus Tullius Cicero (Cicero), Konsul 63 v. Chr. und Redner
- Quintus Tullius Cicero († 43 v. Chr.), einer von Caesars Generälen und der jüngere Bruder des Marcus
- Marcus Tullius Cicero der Jüngere, römischer Suffektkonsul 30 v. Chr.
- Marcus Tullius Liberalis, römischer Offizier (Kaiserzeit)
- Marcus Tullius Tiro († 4 v. Chr.), ein berühmter Freigelassener Ciceros
- Publius Tullius Varro, römischer Politiker und Senator
- Lucius Dasumius Tullius Tuscus, römischer Suffektkonsul 152
- Publius Tullius Marsus, römischer Konsul 206
- Marcus Tullius Secundus, antiker römischer Vasenproduzent

## Fiktive Personen
- Tullius Destructivus, römischer Intrigant im Comic-Band Streit um Asterix